# Berenguer de Entença

Stemma della casa d'Entença

Berenguer de Entença (... – 1307) fu un mercenario, comandante della Compagnia Catalana dopo l'assassinio di Ruggero da Fiore, cognato di Berenguer.

## Biografia
Cavaliere catalano cognato del condottiero Ruggero Flores, che aveva sposato una sua sorella, Berenguer combatté in Italia almeno fino alla Pace di Caltabellotta (1302).
Nel 1299 partecipò alla battaglia di Falconara, nelle file dell'esercito di Federico III d'Aragona, che sconfisse quello del Regno di Napoli comandato da Filippo I d'Angiò, principe di Taranto, che fu catturato.
Nel 1304 si portò nell'Impero bizantino, unendosi alla Compagnia Catalana del cognato Ruggero, già vittoriosa contro i turchi ottomani in Anatolia. L'arrivo di Berenguer in Anatolia venne, pare, visto con poco entusiasmo da un altro condottiero degli almogavari, Bernat de Rocafort.
Fu Berenguer a condurre i catalani a Costantinopoli quando Ruggero Flores ottenne la carica di megadux e fu sempre lui a divenire capo della compagnia quando Ruggero venne assassinato ad Adrianopoli il 5 aprile del 1305. Dichiarata guerra al basileus Andronico II Paleologo, Berenguer condusse i catalani in una sistematica opera di devastazione dei territori bizantini fino a che, soverchiato dalle truppe di Andronico, decise di tornare in Catalogna per arruolare altri soldati. Catturato dai genovesi, Berenguer venne liberato per intercessione del re Giacomo II d'Aragona e tornò a Gallipoli nel 1306 con nuove truppe. L'autorità di Berenguer sulla Compagnia venne però a questo punto osteggiata dal Rocafort, che riuscì a farlo assassinare nel 1307.